# Zabójstwo w Hinterkaifeck
Zabójstwo w Hinterkaifeck – zabójstwo sześciu mieszkańców gospodarstwa Hinterkaifeck w Bawarii przez nieznanego sprawcę, które wydarzyło się 31 marca 1922 roku. Ofiarami mordu byli: Andreas Gruber (63 lata) i Cäzilia Gruber (72); ich owdowiała córka Viktoria Gabriel (35); dzieci Viktorii, Cäzilia (7) i Josef (2); i pokojówka Maria Baumgartner (44). Sprawca mieszkał ze zwłokami swoich ofiar przez 3 dni. Morderstwa są uważane za jedną z najbardziej makabrycznych i zagadkowych niewyjaśnionych zbrodni w historii Niemiec.
Ciała czterech ofiar zostały ułożone w stos w stodole. Ofiary zostały zwabione do stodoły jeden po drugim. Przed incydentem rodzina i ich służąca twierdzili, że słyszą dziwne dźwięki dochodzące ze strychu. Sprawa do dziś pozostaje nierozwiązana.

## Tło

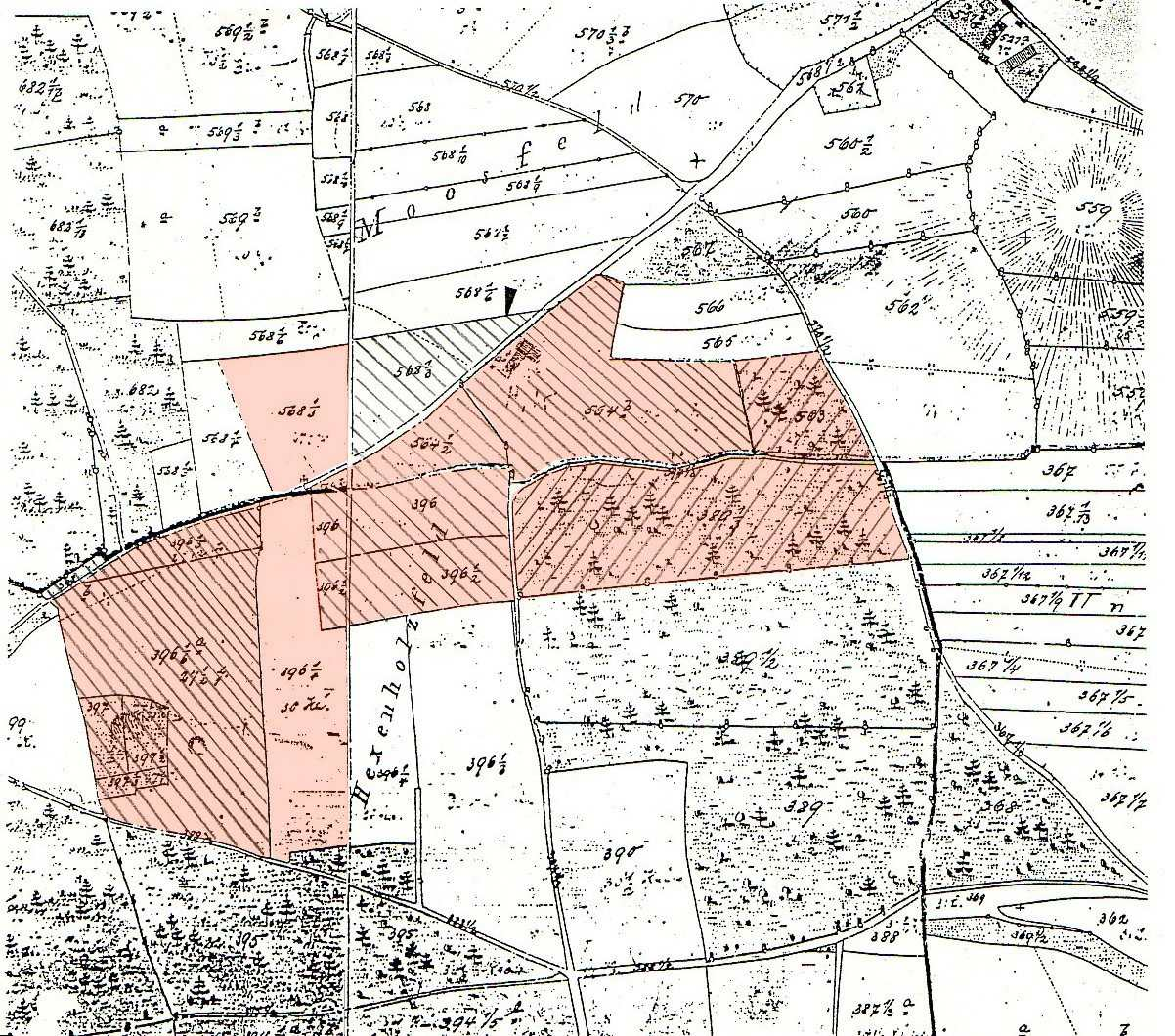
Mapa okolic gospodarstwa Hinterkaifeck (1870)

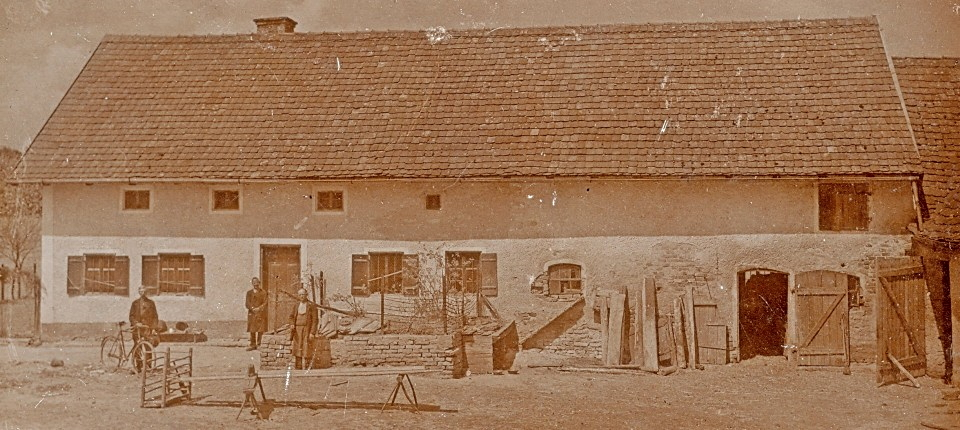
Hinterkaifeck

Farma Hinterkaifeck została zbudowana około 1863 roku. Krótko przed morderstwem rodziny Gruberów, w Hinterkaifeck zaczęły dziać się dziwne rzeczy. Sześć miesięcy przed morderstwem pokojówka Kreszenz Rieger zrezygnowała z pracy. Powodem jej odejścia było to, że słyszała dziwne dźwięki dochodzące ze strychu i twierdziła, że dom jest nawiedzony. W marcu 1922 roku Andreas Gruber znalazł na terenie posiadłości gazetę z Monachium, której kupna nie pamiętał. Początkowo sądził, że została tu przez przypadek zostawiona przez listonosza, jednakże nikt w okolicy nie miał prenumeraty tej gazety. Kilka dni przed morderstwami Gruber powiedział sąsiadom, że odkrył ślady w świeżym śniegu, które prowadziły z pobliskiego lasu do drzwi w maszynowni farmy.
Późną nocą mieszkańcy gospodarstwa słyszeli kroki na strychu. Gruber przeszukał budynek, jednak nikogo nie znalazł. Chociaż opowiedział o obserwacjach rodziny kilku osobom, odmówił przyjęcia pomocy, a sprawa nie została zgłoszona policji. Według szkolnej koleżanki siedmioletniej Cäzilii Gabriel, dziewczynka powiedziała, że jej matka, Viktoria, uciekła z farmy w noc poprzedzającą morderstwo i zaledwie kilka godzin później została znaleziona w lesie.
Niespełna rok po morderstwach i śledztwie w ich sprawie, gospodarstwo zostało zburzone, co ujawniło dodatkowe dowody (kilof ukryty na strychu i scyzoryk w sianie w stodole).

## Morderstwo

### Wydarzenia w nocy z 31 marca na 1 kwietnia
W piątek 31 marca 1922 roku po południu do gospodarstwa przybyła nowa służąca – Maria Baumgartner. Siostra Marii odprowadziła ją do Hinterkaifeck i po krótkim pobycie opuściła gospodarstwo. Była ona najprawdopodobniej ostatnią osobą, która widziała mieszkańców Hinterkaifeck żywych. Późnym wieczorem Viktoria Gabriel, jej siedmioletnia córka Cäzilia oraz jej rodzice Andreas i Cäzilia zostali pojedynczo zwabieni do stodoły, gdzie zostali zamordowani. Sprawca zabił rodzinę uderzeniami w głowę kilofem, który należał do Gruberów. Następnie przeniósł się do pomieszczeń mieszkalnych, gdzie – tym samym kilofem – zabił dwuletniego Josefa śpiącego w łóżeczku i Marię Baumgartner w jej sypialni.

### Po zabójstwie
Od zabójstw do odnalezienia ciał upłynęły cztery dni. 1 kwietnia sprzedawcy kawy Hans Schirovsky i Eduard Schirovsky przybyli do Hinterkaifeck. Kiedy nikt nie zareagował na pukanie do drzwi i okna, przeszli się po podwórku, ale nikogo nie znaleźli. Zanim odeszli, zauważyli że brama do maszynowni była otwarta. Cäzilia Gabriel była nieobecna bez usprawiedliwienia przez kilka dni w szkole, a rodzina nie przyszła na niedzielne nabożeństwo.
1 kwietnia o 3 nad ranem rolnik Simon Reißländer, wracając do domu zobaczył na skraju lasu w pobliżu Hinterkaifeck dwie nieznane mu osoby. Kiedy go zobaczyli, odwrócili się tak, by ukryć przed nim ich twarze. Noc po zbrodni, na trzy dni przed znalezieniem zwłok, rzemieślnik Michael Plöckl przechodząc obok Hinterkaifeck zauważył dym wydostający się z komina domu. W jego stronę zaczął iść mężczyzna z lampą, którą zasłaniał swoją twarz, jednocześnie święcąc Plöcklowi w oczy. Plöckl uciekł, zanim mężczyzna się do niego zbliżył. 4 kwietnia Albert Hofner udał się do Hinterkaifeck, żeby naprawić silnik sieczkarni. Nie widział nikogo z rodziny i nie słyszał nic poza odgłosami zwierząt na farmie i psa w stodole. Po godzinie czekania zdecydował się rozpocząć naprawę, którą ukończył w około 4 i pół godziny.
Około 15:30 Lorenz Schlittenbauer wysłał swojego syna Johanna i pasierba Josefa do Hinterkaifeck, aby sprawdzić, czy mogą nawiązać kontakt z rodziną. Kiedy zgłosili, że nie widzieli nikogo na farmie, Schlittenbauer udał się do Hinterkaifeck tego samego dnia z Michaelem Pöllem i Jakobem Siglem. Wchodząc do stodoły, odnaleźli ciała Andreasa Grubera, jego żony Cäzilii, córki Viktorii Gabriel i wnuczki Cäzilii. Niedługo potem odnaleźli w domu zamordowaną pokojówkę Marię Baumgartner i najmłodszego członka rodziny, syna Viktorii, Josefa.

## Dochodzenie

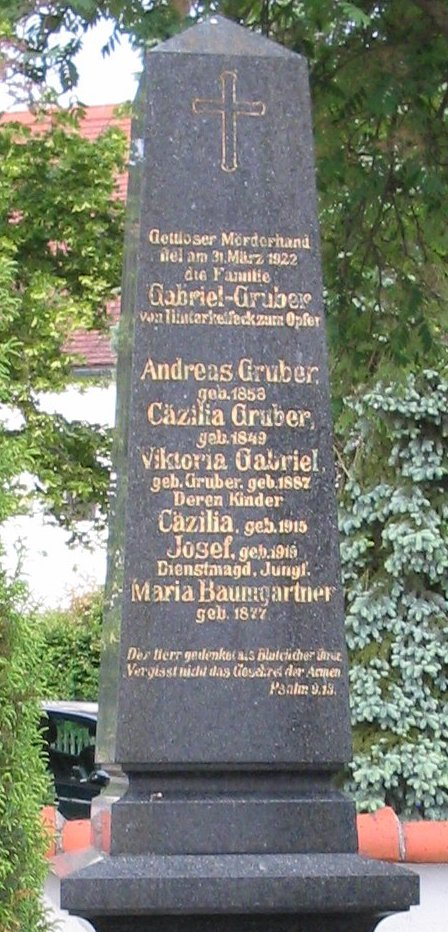
Pomnik na cmentarzu w Waidhofen

Śledztwo w sprawie zabójstw prowadził inspektor Georg Reingruber i jego współpracownicy z monachijskiego departamentu policji. Wstępne śledztwo było utrudnione przez działania Lorenza Schlittenbauera, który po odnalezieniu ciał wchodził w interakcję z miejscem zbrodni (przenosił ciała i przedmioty, a nawet gotował i jadł posiłki w kuchni). Dzień po odnalezieniu ciał lekarz Johann Baptist Aumüller przeprowadził sekcję zwłok w stodole. Ustalono, że najbardziej prawdopodobnym narzędziem zbrodni był kilof, chociaż sama broń nie znajdowała się na miejscu zdarzenia. Dowody wykazały, że młoda Cäzilia żyła jeszcze przez kilka godzin po napadzie – leżąc na słomie wyrywała sobie włosy. Czaszki ofiar usunięto i wysłano do Monachium, gdzie poddano je dalszemu badaniu (zaginęły podczas II wojny światowej).
Policja początkowo podejrzewała, że motywem morderstwa był rabunek, więc przesłuchiwała podróżujących rzemieślników, włóczęgów i kilku mieszkańców okolicznych wiosek. Kiedy w domu znaleziono dużą ilość pieniędzy, śledczy porzucili tę teorię. Widać było, że sprawca przebywał w gospodarstwie przez kilka dni po zabójstwie rodziny: nakarmił bydło, zjadł cały zapas chleba z kuchni i pokroił mięso ze spiżarni.
W protokole kontroli komisji sądowej odnotowano, że ofiary prawdopodobnie przyciągnął do stodoły hałas zwierząt, które były czymś zaniepokojone. Późniejsza próba wykazała jednak że odgłosy ze stodoły nie były słyszalne w części mieszkalnej (w próbie wykorzystano ludzkie krzyki).
Policja zaczęła sporządzać listę podejrzanych. Mimo wielokrotnych aresztowań nigdy nie znaleziono mordercy, a akta zamknięto w 1955 roku. Niemniej jednak ostatnie przesłuchania w tej sprawie odbyły się jeszcze w 1986 roku.

## Podejrzani

### Karl Gabriel
Mąż Viktorii Gabriel, Karl Gabriel, został uznany za zabitego w Arras we Francji w grudniu 1914 roku, podczas I wojny światowej. Jednakże jego ciało nigdy nie zostało znalezione. Po morderstwach ludzie zaczęli spekulować, czy Karl jednak przeżył wojnę. Viktoria urodziła Josefa pod nieobecność męża. Ludzie przypuszczali, że Josef był synem Viktorii i jej ojca Andreasa, którzy byli w kazirodczym „związku”, o którym wiedzieli mieszkańcy wioski, a także został udokumentowany w sądzie (Andreas spędził za kazirodztwo rok w więzieniu a Viktoria miesiąc).
Po zakończeniu II wojny światowej jeńcy wojenni z regionu Schrobenhausen, którzy zostali przedwcześnie zwolnieni z sowieckiej niewoli, twierdzili, że zostali odesłani do domu przez mówiącego po niemiecku sowieckiego oficera, który twierdził, że jest mordercą mieszkańców Hinterkaifeck. Ludzie teoretyzowali, że tym oficerem mógł być Karl Gabriel, ponieważ przywoływali, że Gabriel wyrażał chęć wyjechania do Rosji.

### Lorenz Schlittenbauer
Wkrótce po śmierci żony Lorenza Schlittenbauera w 1918 roku uważano, że był w związku z Viktorią Gabriel i przypuszczalnie był ojcem Josefa. Schlittenbauer był podejrzany przez miejscowych od początku śledztwa z powodu jego podejrzanego zachowania po odkryciu ciał. Kiedy Schlittenbauer, Pöll i Sigl przyszli zbadać gospodarstwo 4 kwietnia, musieli wyłamać bramę, aby wejść do stodoły, ponieważ wszystkie drzwi były zamknięte. Jednak zaraz po znalezieniu czterech ciał w stodole, Schlittenbauer otworzył drzwi frontowe kluczem i wszedł do domu sam. Klucz do domu zaginął kilka dni przed morderstwami, choć niewykluczone, że Schlittenbauer, jako sąsiad lub potencjalny kochanek Viktorii, mógł otrzymać klucz. Zapytany przez towarzyszy, dlaczego wszedł do domu sam, skoro nie było jasne, czy morderca się tam jeszcze znajduje, Schlittenbauer rzekomo odpowiedział, że poszedł szukać swojego syna Josefa. Niezależnie od plotek wiadomo, że Schlittenbauer naruszył ciała na miejscu zdarzenia, potencjalnie kompromitując śledztwo.
Przez wiele lat lokalne podejrzenia pozostawały na Schlittenbauerze z powodu jego nietypowych wypowiedzi, które były postrzegane jako wskazujące na znajomość szczegółów, które znałby tylko zabójca. Według relacji zawartych w aktach sprawy, miejscowy nauczyciel Hans Yblagger odkrył, że Schlittenbauer odwiedził szczątki zburzonego Hinterkaifeck w 1925 roku. Schlittenbauer stwierdził, że próba pochowania szczątków rodziny w stodole przez sprawcę była uniemożliwiona przez zamarzniętą ziemię. Uznano to za dowód, że Schlittenbauer miał wiedzę na temat warunków gruntowych w czasie morderstw, chociaż będąc sąsiadem i znając lokalną ziemię, mógł się tego domyślić. Kolejną spekulacją było to, że Schlittenbauer zamordował rodzinę po tym, jak Viktoria zażądała wsparcia finansowego dla młodego Josefa. Przed swoją śmiercią w 1941 roku Schlittenbauer wygrał kilka cywilnych pozwów o zniesławienie przeciw osobom, które określiły go jako „mordercę z Hinterkaifeck”.

### Bracia Gump
Adolf Gump został uznany za podejrzanego już 9 kwietnia ze względu na jego powiązania z nacjonalistyczną formacją paramilitarną Freikorps Oberland (był podejrzany o udział w zabójstwie dziewięciu rolników na Śląsku). W 1951 roku prokurator Andreas Popp przebadał braci Adolfa i Antona Gumpów w związku z morderstwami w Hinterkaifeck. Ich siostra Kreszentia Mayer powiedziała na łożu śmierci, że Adolf i Anton popełnili morderstwa. W rezultacie Anton Gump został aresztowany przez policję, ale Adolf zmarł już w 1944 roku. Po krótkim czasie Anton został ponownie zwolniony, a w 1954 roku sprawa przeciwko niemu została ostatecznie umorzona, ponieważ nie można było udowodnić, że brał udział w zbrodni.

### Karl S. i Andreas S.
W 1971 roku kobieta o imieniu Therese T. napisała list, przywołując wydarzenie z młodości: w wieku dwunastu lat była świadkiem wizyty matki braci Karla i Andreasa S. Kobieta twierdziła, że jej synowie z Sattelberg byli dwoma mordercami mieszkańców Hinterkaifeck. W trakcie rozmowy powiedziała, że: „Andreas żałował, że zgubił scyzoryk”. Rzeczywiście, gdy farmę zburzono w 1923 roku, znaleziono scyzoryk, którego nie można było nikomu jednoznacznie przypisać. Jednak mógł z łatwością należeć do jednej z ofiar morderstwa. Kreszenz Rieger, była pokojówka w Hinterkaifeck, była pewna, że podczas swojej służby widziała już ten scyzoryk w gospodarstwie.

### Bracia Bichler i Georg Siegl
Była służąca Kreszenz Rieger pracowała od listopada 1920 do około września 1921 w Hinterkaifeck. Podejrzewała, że morderstwa popełnili bracia Anton i Karl Bichler. Anton pomagał przy zbiorach ziemniaków w Hinterkaifeck, dzięki czemu znał ten teren. Rieger powiedziała, że Bichler często rozmawiał z nią o rodzinie Gruberów. Podobno sugerował, że rodzina powinna umrzeć. Pokojówka podkreśliła również w swoim przesłuchaniu, że pies Gruberów, który szczekał na wszystkich, nigdy nie szczekał na Antona. Uważała, że Anton i Karl Bichler mogli popełnić morderstwo razem z Georgiem Sieglem, który pracował w Hinterkaifeck i wiedział o majątku rodziny. Podobno Siegl okradł dom w listopadzie 1920 roku, choć temu zaprzeczał. Przyznał jednak, że podczas pracy w Hinterkaifeck wyrzeźbił rękojeść narzędzia zbrodni i wiedział, że kilof był trzymany w przejściu do stodoły.